# Бартола, Мария
Мария Бартола была ацтекской женщиной XVI века, упоминается как первый историк Мексики.
У Монтесумы II, правителя империи ацтеков до прихода испанских конкистадоров, был брат по имени Куитлауак. Когда Монтесума II был убит в битве с Эрнаном Кортесом, Куитлауак стал его преемником, но умер вскоре после вступления в должность. Его дочь Мария Бартола (имя, данное ей испанцами) пережила жестокий период испанской осады столицы ацтеков, Теночтитлана.
Благодаря своему собственному опыту наблюдения за этой осадой, иногда с самого поля битвы, «она начала писать историю своего времени». О её работе и о ней самой известно благодаря историку Фернандо де Альва Кортес Икстлильшочитль.
Её имя включено в композицию «Этаж наследия» Джуди Чикаго.